# Герасимов, Михаил Николаевич
Михаил Николаевич Герасимов (1915—2003) — советский военнослужащий, участник Великой Отечественной войны, майор, Герой Советского Союза (1944).

## Биография
Родился 4 (по новому стилю — 17) июля 1915 года в деревне Шолохово Московского уезда Московской губернии (ныне — городской округ Мытищи Московской области) в крестьянской семье. Рано остался без родителей, рос под опекой старшего брата. Окончил семь классов школы, затем школу фабрично-заводского ученичества, после чего работал слесарем в московском «Метрострое». В 1941 году Герасимов был призван на службу в Рабоче-крестьянскую Красную Армию. С июня того же года — на фронтах Великой Отечественной войны. Принимал участие в Ельнинской операции, битве за Москву, форсировании Северского Донца, Ингульца, Днепра, Днестра, Прута, Дуная, освобождении Украинской ССР и Восточной Европы. В боях был ранен. К марту 1944 года старшина Михаил Герасимов командовал взводом связи 525-й отдельной роты связи 19-й стрелковой дивизии 57-й армии 3-го Украинского фронта. Отличился во время форсирования Южного Буга.
24 марта 1944 года Герасимов одним из первых в своём подразделении переправился через реку и обеспечил командованию дивизии бесперебойную связь с советскими частями на западном берегу.
Указом Президиума Верховного Совета СССР от 3 июня 1944 года за «образцовое выполнение боевых заданий командования на фронте борьбы с немецкими захватчиками и проявленные при этом мужество и героизм» старшина Михаил Герасимов был удостоен высокого звания Героя Советского Союза с вручением ордена Ленина и медали «Золотая Звезда» за номером 3482.
Участвовал в Параде Победы. Продолжал службу в Советской Армии. В 1948 году Герасимов окончил курсы усовершенствования офицерского состава. В 1960 году в звании майора он был уволен в запас. Проживал в городе Долгопрудном Московской области. С 1961 года работал инспектором отдела кадров местного машиностроительного завода. До 1992 года Герасимов руководил объединённым учебным пунктом по подготовке молодёжи к службе в армии, неоднократно избирался депутатом Долгопрудненского горсовета и горкома КПСС. Участвовал в Параде в честь 50-летия Победы. Умер 22 марта 2003 года, похоронен на Центральном кладбище Долгопрудного.
Был также награждён двумя орденами Отечественной войны 1-й степени, орденами Отечественной войны 2-й степени и  двумя орденами Красной Звезды, а также рядом медалей. Почётный гражданин Долгопрудного.